# Füstös László (labdarúgó)
Füstös László, (1912 – ?) magyar labdarúgó.

## Sikerei, díjai
- Ferencvárosi TC:
  - Magyar labdarúgó-bajnokság bronzérmes: 1935–36